# Meike Herz

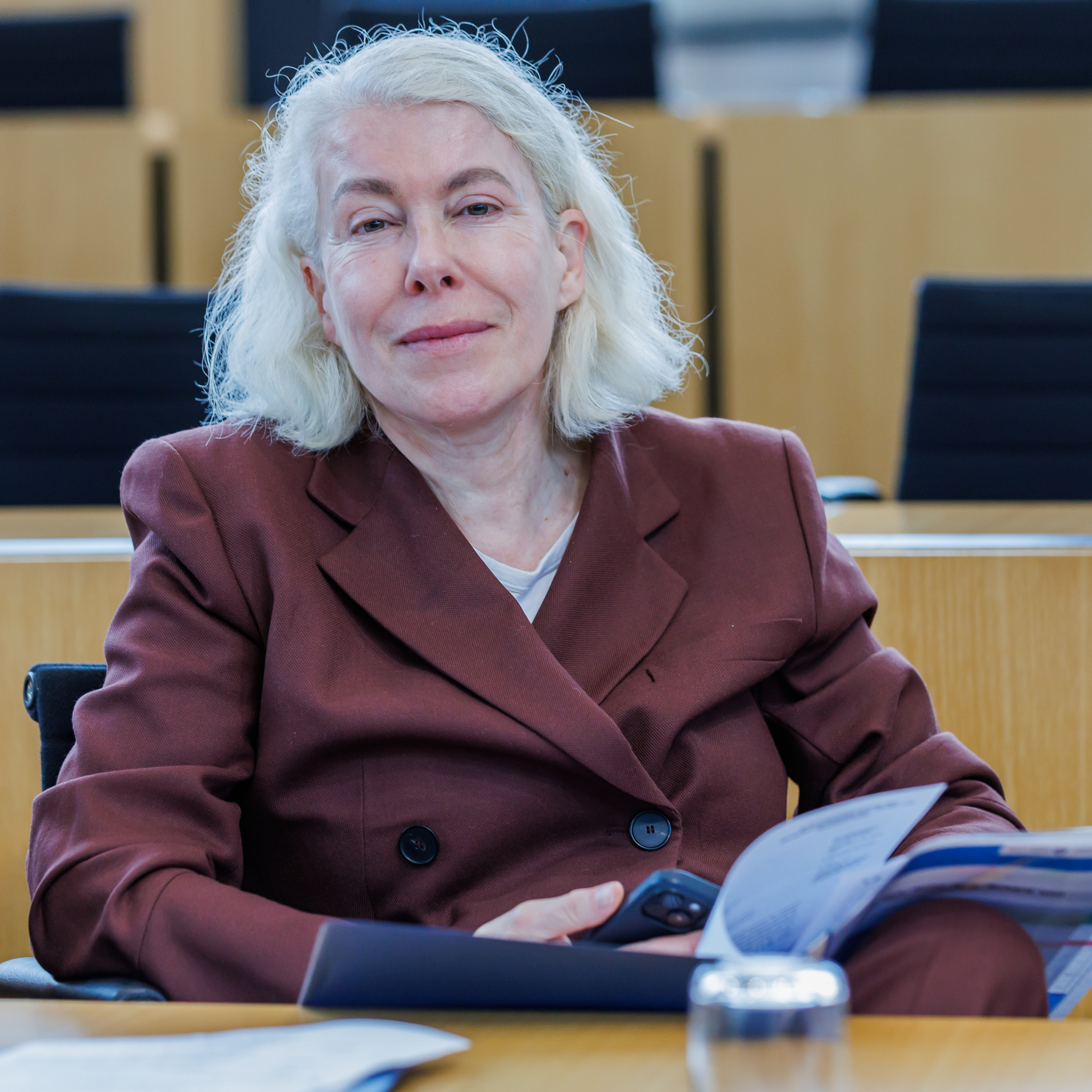
Meike Herz (2024)

Meike Herz (* 1963 in Sindelfingen) ist eine deutsche parteilose politische Beamtin. Von Februar 2023 bis Dezember 2024 war sie Staatssekretärin im Thüringer Ministerium für Migration, Justiz und Verbraucherschutz.

## Leben
Herz studierte ab 1982 Rechtswissenschaften an der Eberhard Karls Universität Tübingen und der Universität Genf. 1989 legte sie die erste juristische Staatsprüfung ab. Ab 1990 absolvierte sie ihr Rechtsreferendariat. 1993 legte sie die zweite juristische Staatsprüfung ab. Von 1993 bis 2000 war sie in verschiedenen Funktionen beim Landeskriminalamt Thüringen tätig. Von 2000 bis 2010 hatte sie verschiedene Positionen im Thüringer Innenministerium inne. Von 2010 bis 2015 war sie bei der Vertretung des Freistaats Thüringen bei der Europäischen Union in Brüssel tätig. Von 2015 bis 2017 kehrte sie als Referentin ins Thüringer Ministerium für Inneres und Kommunales zurück. Von 2017 bis zu ihrer Ernennung zur Staatssekretärin 2023 war sie Leiterin der Polizeivertrauensstelle im Thüringer Innenministerium.
Am 1. Februar 2023 wurde Herz als Nachfolgerin von Sebastian von Ammon zur Staatssekretärin im Thüringer Ministerium für Migration, Justiz und Verbraucherschutz ernannt. Mit dem Amtsantritt des Kabinetts Voigt schied sie am 13. Dezember 2024 aus dem diesem Amt aus.
Herz ist evangelisch.